# Pija Lindenbaum
Pija Lindenbaum (ur. 27 kwietnia 1955 w Sundsvall) – szwedzka pisarka i ilustratorka, autorka książek dla dzieci. 
Absolwentka sztokholmskiej wyższej szkoły artystycznej Konstfack (ukończyła ją w 1979). Ilustrowała książki m.in. Barbro Lindgren, Anniki Holm, Moni Nilsson i Astrid Lindgren. Jako autorka zadebiutowała w 1990 roku książką Else-Marie och småpapporna. 
Jej książki przeznaczone są dla dzieci od 3 do 9 lat. Tekst jest w nich oszczędny, wzbogacony licznymi, kolorowymi i pełnymi szczegółów ilustracjami. Autorka porusza trudne tematy, np. załamanie nerwowe rodzica (Filip i mama, która zapomniała), stereotypy i role płciowe (Igor i lalki), uczucia strachu, wstydu, marzeń o posiadaniu rodzeństwa. Bohaterami jej książek są dzieci ciche i mające wiele obaw; to postaci wzorowane na samej autorce i jej córce, Alvie.
W 2012 na Opolski Teatr Lalki i Aktora im. Alojzego Smolki stworzył spektakl na podstawie książki Nusia i wilki; reżyserem spektaklu jest Robert Jarosz.
Jest autorką ilustracji trzech książek napisanych przez Pera Nilssona.
W Polsce jej książki publikuje Wydawnictwo Zakamarki.

## Nagrody i wyróżnienia
- nagroda czasopisma "Expressen" Heffaklump za Else-Marie och småpapporna  (1991)[3]
- nominacja do nagrody Augusta za ilustracje do Över bäcken (tekst Lennart Hagerfors(inne języki); 1993)[3]
- ilustratorka roku na targach książki dziecięcej w Bolonii (1993)[3]
- nominacja do nagrody Augusta za książkę Britten och prins Benny  (1996)[3]
- wyróżnienie New York Times za najlepszą książkę ilustrowaną dla Boken om Bodil[3]
- nagroda Augusta za książkę Nusia i wilki (2000)[3]
- nagroda Astrid Lindgren (2008)[2]
- nagroda Emila Smålands akademi (2010)[9]
- wyróżnienie w X edycji konkursu „Świat przyjazny dziecku” zorganizowanym przez Komitet Ochrony Praw Dziecka dla serii o Nusi (2012)[10]

## Publikacje
- Else-Marie och småpapporna, 1990
- Boken om Bodil, 1991
- Ä dä, 1994
- Min!, 1994
- Nam-nam, 1995
- Ha den, 1995
- Britten och prins Benny, 1996
- Starke Arvid, 1997
- Glossas café, 1998
- Halli Hallå, 2000
- Nusia i wilki (tyt. oryg. Gittan och gråvargarna, 2000, wyd. polskie 2007, tłum. Katarzyna Skalska)
- Nusia i baranie łby (tyt. oryg. Gittan och fårskallarna, 2001, wyd. polskie 2008, tłum. Katarzyna Skalska)
- Nusia i bracia łosie (tyt. oryg. Gittan och älgbrorsorna, 2003, wyd. polskie 2008, tłum. Katarzyna Skalska)
- Filip i mama, która zapomniała (tyt. oryg. När Åkes mamma glömde, 2005, wyd. polskie 2010, tłum. Katarzyna Skalska)
- Zlatanka i ukochany wujek (tyt. oryg. Lill-Zlatan och morbror raring, 2006, wyd. polskie 2012, tłum. Katarzyna Skalska)
- Igor i lalki (tyt. oryg. Kenta och barbisarna, 2007, wyd. polskie 2009, tłum. Katarzyna Skalska)
- Sonia śpi gdzie indziej (tyt. oryg. Siv sover vilse, 2009, wyd. polskie 2013, tłum. Katarzyna Skalska)
- Nusia się chowa (tyt. oryg. Gittan gömmer bort sej, 2011, wyd. polskie 2011, tłum. Katarzyna Skalska)
- Pobawimy się? (tyt. oryg. Ska vi va?, 2013, wyd. polskie 2014, tłum. Katarzyna Skalska)
- Lubię Leosia (tyt. oryg. Jag älskar Manne, 2012, wyd. polskie 2016, tłum. Katarzyna Skalska)
- Doris ma dość (tyt. oryg. Doris drar, 2015, wyd. polskie 2016, tłum. Katarzyna Skalska)
- Pudle i frytki (tyt. oryg. Pudlar och pommes, 2016, wyd. polskie 2017, tłum. Katarzyna Skalska)
- Motylki i Mrówki (tyt. oryg. Vitvivan och Gullsippan, 2021, wyd. polskie 2025, tłum. Katarzyna Skalska, ISBN 978-83-7776-255-4)